# 14 janvier 1967
Le samedi 14 janvier 1967 est le 14e jour de l'année 1967.

## Naissances
- Elma Muros, athlète philippine, spécialiste du saut en longueur
- Emily Watson, actrice britannique
- Hassan Hattab, djihadiste algérien
- Jeff Martin, joueur de basket-ball américain
- Kerri Green, actrice américaine
- Leonardo Ortolani, auteur de bande dessinée italien
- Mohamed Yazidi, cycliste tunisien
- Peng Ping, joueuse de basket-ball chinoise
- Reiichi Mikata, spécialiste japonais du combiné nordique
- Stefano Checchin, coureur cycliste italien
- Vasyl Hrytsak, militaire ukrainien
- Wang Fang, joueuse de basket-ball chinoise
- Yolani Batres, femme politique hondurienne
- Zakk Wylde, chanteur de hard rock, producteur de disques

## Décès
- Colette Bonzo (née le 10 août 1917), peintre française
- Dick Luyt (né le 16 avril 1886), joueur de rugby sud-africain
- Hans Walter (né le 9 août 1889), rameur suisse
- James Lorimer Ilsley (né le 3 janvier 1894), personnalité politique canadienne
- Miklós Kállay (né le 23 janvier 1887), personnalité politique hongroise

## Événements
- Le Human Be-In se tient soudainement au Golden Gate Park à San Francisco.